# Вилц 71
„Вилц“ (люксемб.: Wolz) е футболен клуб от град Вилц, Люксембург.
Състезава се в Националната дивизия. Създаден е през 1971 година след сливането на „Юнион Спортив“, Нидервилц и „Голд а Ройд“, Вилц. През 1976 година клубът поглъща отбора на Арминия Вайдинген.

## Успехи
- Купа на Люксембург по футбол
  - Финалист: 2001